# Doire du Nivolet
Pour les articles homonymes, voir Doire.
La Doire du Nivolet est un affluent du Savara, rivière d'Italie qui se jette à son tour dans la Doire Baltée. Il descend du col du Nivolet, dans la haute Vallée d'Aoste.

## Géographie
La Doire du Nivolet naît au lac du Nivolet, juste au nord du col du même nom.
Il parcourt une petite vallée entre les Alpes grées à l'ouest et le massif du Grand-Paradis à l'est avant de se jeter dans le Savara à Pont, hameau de la commune de Valsavarenche.

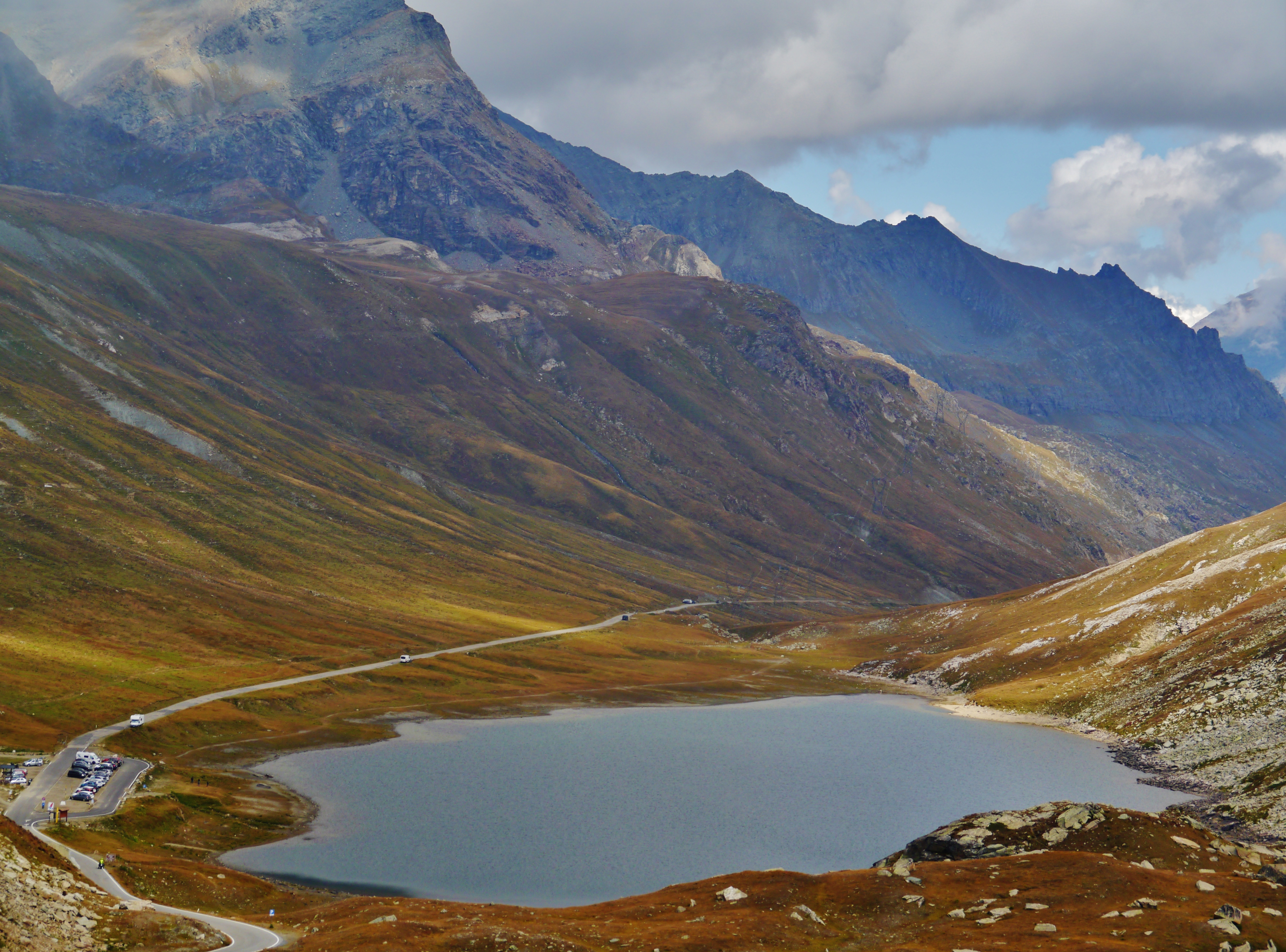
Le lac du Nivolet vu depuis le col du même nom, source de la Doire du Nivolet.